# リオネル・カンペルグ
リオネル・カンペルグ（Lionel Campergue、1987年11月24日 - ）は、ASポントロングに所属するラグビーユニオン選手。

## プロフィール
- フランスモーレックス出身[1]。
- ポジションはプロップ(PR)。
- 身長 170cm、体重 98kg
- ポルトガル代表キャップは21（2025年2月現在）でラグビーワールドカップ2023のポルトガル代表に選ばれた[2]。

## 略歴
ポー、USコロミエ、CAペリグー、ASマコン、USコグナック、UCSコグナック、バッシンドアルカチョンを経て、2023年、ASポントロングに加入